# Berville-sur-Seine

Berville-sur-Seine este o comună în departamentul Seine-Maritime, Franța. În anul  2009 avea o populație de 546 de locuitori.